# Paul Kößler
Paul Kößler (* 1. März 1919 in Füssen) ist ein ehemaliger deutscher Eishockeyverteidiger.

## Spielerkarriere
Paul Kößler spielte von 1948/49 bis 1951/52 in der Eishockeymannschaft des EV Füssen auf der Position als Verteidiger und war Teil der Meistermannschaft von 1949.